# EA Gothenburg
EA Gothenburg (trước đây có tên gọi là Ghost Games) là một hãng phát triển trò chơi điện tử Thụy Điển thuộc sở hữu của Electronic Arts (EA) và đặt trụ sở tại Gothenburg. Studio từng có hai địa điểm khác nhau, một trụ sở tại Guildford ở Vương quốc Anh và một trụ sở khác ở Bucharest, Romania. Từ năm 2013 đến năm 2020, họ giám sát sự phát triển của nhượng quyền thương mại trò chơi đua xe Need for Speed. Nhân viên của Ghost bao gồm các nhân viên cũ của EA DICE, Black Box, Criterion Games và Playground Games.
Need for Speed Rivals là tựa game đầu tiên được phát hành dưới tên Ghost Games, nơi họ dẫn đầu quá trình phát triển, với sự trợ giúp thêm từ Criterion. Trò chơi gần đây nhất Need for Speed Heat của họ đã được phát hành vào tháng 11 năm 2019. Tất cả các trò chơi do studio phát triển đều sử dụng engine Frostbite của EA. EA đã công bố kế hoạch vào tháng 2 năm 2020 để đưa Ghost Games trở lại làm studio hỗ trợ kỹ thuật cho toàn bộ EA, đồng thời chuyển giấy phép phát triển Need for Speed trở lại cho Criterion.

## Lịch sử
Ban đầu được thành lập vào năm 2011 với tên gọi EA Gothenburg, có thông tin cho rằng studio sẽ tập trung vào việc phát triển các trò chơi sử dụng công cụ trò chơi Frostbite và đang phát triển một trò chơi trong loạt game Need for Speed. Theo lý lịch của các nhân viên, phần lớn nhân viên của studio trước đây đã từng làm việc cho các tựa game đua xe lớn, bao gồm Forza Horizon, Need for Speed: The Run, Project Gotham Racing và Race Pro.

Logo của Ghost Games (2013–2020)

Vào ngày 22 tháng 10 năm 2012, nhà phát triển chính của sê-ri vào thời điểm đó, Criterion Games, xác nhận rằng EA Gothenburg đang làm việc trên một tựa game trong nhượng quyền game Need for Speed, nhưng không tiết lộ quy mô phát triển cũng như khi nào tựa game sẽ được phát hành. EA Gothenburg được đổi tên thành Ghost Games kể từ ngày 15 tháng 11 năm 2012. Trang web của Ghost đã hoạt động cùng lúc và kêu gọi các nhân viên tiềm năng nộp đơn cho một loạt các vị trí đang mở. Ghost được lãnh đạo bởi cựu giám đốc sản xuất DICE Marcus Nilsson, người trước đây đã lãnh đạo phát triển các trò chơi bao gồm Battlefield 2: Modern Combat, Battlefield 2142 và Shift 2: Unleashed.
EA đã xác nhận tựa game tiếp theo trong loạt Need for Speed có tên gọi là Need for Speed Rivals, với một đoạn giới thiệu đầu tiên vào ngày 23 tháng 5 năm 2013, sau các đoạn giới thiệu tài liệu tiếp thị vài ngày trước đó. Nó cũng được xác nhận rằng trò chơi đang được phát triển tại studio Ghost Games của EA hợp tác với Criterion Games và Ghost Games sẽ trở thành nhà phát triển chính của tất cả các phần trong tương lai của Need for Speed bắt đầu từ năm 2013. Vào thời điểm đó, 80% nhân viên phát triển game người Anh của Criterion Games đã chuyển đến Ghost Games UK để giúp phát triển studio. Trò chơi được phát hành vào ngày 19 tháng 11 năm 2013.
Vào ngày 1 tháng 2 năm 2014, nhiều nguồn tin xác nhận rằng việc sa thải toàn bộ studio đã xảy ra tại Ghost Games UK. Các nguồn tin tương tự cũng xác nhận rằng một tựa game Need for Speed chưa được tiết lộ cũng đã bị tạm dừng. Các nhà phát triển làm việc với studio theo hợp đồng ngay lập tức bị cho nghỉ việc, trong khi các nhân viên toàn thời gian được yêu cầu nhận trợ cấp thôi việc và rời khỏi công ty hoặc tham gia vào nhóm phát triển trong phần ngoại truyện Battlefield của Visceral Games, Battlefield Hardline, dự kiến phát hành vào năm sau.
Vào năm 2014, Giám đốc điều hành của Electronic Arts, Andrew Wilson, đã thông báo rằng sẽ không có một trò chơi Need for Speed mới trong năm đó, đây là năm đầu tiên kể từ năm 2001 mà một trò chơi Need for Speed không được phát hành. Ghost Games đã tiết lộ trò chơi tiếp theo của họ trong loạt game vào ngày 21 tháng 5 năm 2015, thông qua một đoạn teaser trailer. Trò chơi, có tên Need for Speed, là bản reboot chính thức của nhượng quyền game Need for Speed. Trò chơi phát hành vào ngày 3 tháng 11 năm 2015 và nhận được nhiều đánh giá trái chiều.
Kể từ tháng 1 năm 2016, Ghost Games bắt đầu phát triển trò chơi Need for Speed tiếp theo phát hành vào năm 2017. Electronic Arts sau đó đã xác nhận trong cuộc gọi thu nhập tháng 1 năm 2017 của họ rằng trò chơi tiếp theo trong nhượng quyền thương mại đang được phát triển và được ấn định ra mắt trong năm tài chính 2018 của EA (Từ tháng 4 năm 2017 đến tháng 3 năm 2018). Vào ngày 2 tháng 6 năm 2017, EA và Ghost Games đã tiết lộ Need for Speed Payback. Trò chơi được phát hành trên toàn thế giới vào ngày 10 tháng 11 năm 2017, và không giống như người tiền nhiệm của nó, tập trung mạnh vào chế độ một người chơi ngoại tuyến.
Vào ngày 5 tháng 2 năm 2019, CFO của EA và COO Blake Jorgensen đã xác nhận trong Cuộc họp kết quả tài chính quý 3 năm tài chính 2019 của công ty rằng nhà phát hành đang lên kế hoạch cho tựa game Need for Speed mới. Trò chơi dự kiến sẽ được phát hành trước cuối tháng 3 năm 2020. Vào ngày 14 tháng 8, có thông báo rằng trò chơi sẽ có tựa là Need for Speed Heat và dự kiến phát hành vào ngày 8 tháng 11 năm 2019.
EA đã thông báo vào tháng 2 năm 2020 rằng họ có kế hoạch chuyển các nhiệm vụ phát triển cốt lõi của loạt Need for Speed trở lại Criterion Games và biến Ghost Games trở thành studio hỗ trợ kỹ thuật trên toàn bộ EA, đổi tên studio trở lại EA Gothenburg sau khi các phê duyệt của chính phủ được thông qua. Điều này bao gồm việc cắt giảm nhân sự, còn đối với những người quen thuộc với công nghệ cốt lõi của EA như công cụ Frostbite vẫn sẽ ở lại studio và chỉ định các nhân viên sáng tạo khác từ Ghost Games đến những nơi khác trong EA nếu có thể.

## Trò chơi đã phát triển
| Năm  | Tiêu đề                | Nền tảng                                                                   | Ghi chú          |
| ---- | ---------------------- | -------------------------------------------------------------------------- | ---------------- |
| 2013 | Need for Speed Rivals  | Microsoft Windows, PlayStation 3, PlayStation 4, Xbox 360, Xbox One        |                  |
| 2015 | Need for Speed         | Microsoft Windows, PlayStation 4, Xbox One                                 |                  |
| 2017 | Need for Speed Payback | Microsoft Windows, PlayStation 4, Xbox One                                 |                  |
| 2019 | Need for Speed Heat    | Microsoft Windows, PlayStation 4, Xbox One                                 |                  |
| 2021 | Battlefield 2042       | Microsoft Windows, PlayStation 4, PlayStation 5, Xbox One, Xbox Series X/S | Hỗ trợ công việc |